# مارک کونو
مارک کونو (انگلیسی: Mark Convery؛ زادهٔ ۲۹ مهٔ ۱۹۸۱) بازیکن فوتبال اهل بریتانیا است.
از باشگاه‌هایی که در آن بازی کرده‌است می‌توان به باشگاه فوتبال کمبریج یونایتد، باشگاه فوتبال یورک سیتی، باشگاه فوتبال دارلینگتون، باشگاه فوتبال ویموث، و باشگاه فوتبال ساندرلند اشاره کرد.